# 市花
市花是一個城市的代表花卉，市花一般對一個城市的文化別具意義，與國花性質相似，而要能作為一種市花，通常都是要在該城市常見或特有的品種。由於城市規模較國家狹小，因而在上個世紀中的市花通常富含政治意義。